# Stichopogon gymnurus
Stichopogon gymnurus är en tvåvingeart som beskrevs av H. Oldroyd 1948. Stichopogon gymnurus ingår i släktet Stichopogon och familjen rovflugor. Inga underarter finns listade i Catalogue of Life.